# فضيل (اسم)
فضيل هو اسم علم مذكر من أصل عربي، ومعناه هو مبالغة من اسم الفاعل فاضل وهو كثير الفضل، عظيم المقام وكانوا يسمون به مصغرًا مثل الفضيل بن عياض (ت 187هـ) شيخ الحرم المكي.

## شخصيات تحمل الاسم
- فضيل الشلماني
- فضيل إسكندر (عالم دين إسلامي جزائري، مايو 1901 – )
- فضيل حجاج (لاعب كرة قدم جزائري، 18 أبريل 1983[3] – )
- فضيل دوب (لاعب كرة قدم جزائري، 22 أكتوبر 1975 – )
- فضيل شريف (1943 – 2008)
- فضيل مغارية (لاعب كرة قدم جزائري، 23 مايو 1961[4] – )

## وصلات خارجية
- موسوعة السلطان قابوس لأسماء العرب نسخة محفوظة 5 أبريل 2019 على موقع واي باك مشين.